# 17-кетостероиди
17-кетостероиди су супстанце које у организму човека настају разградњом мушких и женских полних хормона, односни као метаболити андрогена који се излучују мокраћом преко коре надбубрежне жлезде и полних жлезда. Примери 17-кетостероида укључују андростендион, андростерон, естрон и дехидроепиандростерон. Само мали део 17-кетостероидне у мокраћи изведен је од прекурзора глукокортикостероида (око 10-15%).

## Значај
Одређивање вредности 17-кетостероида у мокраћи (урину) је неопходно за процену укупне функционалне активности коре надбубрежне жлезде.

## Интерпретација резултата
Повећање нивоа 24-часовних 17-кетостероида у мокраћи повезано је са следећим стањима:
| Повећана концентрације | Смањена концентрације                                                                                     |
| --- | --- |
| Синдром полицистичних јајника | Адисонова болест                                                                                          |
| Адреногенитални синдром | Хипопитуитаризам                                                                                          |
| Андрогени тумори кортекса надбубрежне жлезде | Оштећење паренхима јетре                                                                                  |
| Вирилни тумори надбубрежног кортекса | Хипопитуитаризам                                                                                          |
| Тестикуларни тумори (канцер тестиса) | Хипотиреоза                                                                                               |
| Рак јајника | Нефроза                                                                                                   |
| Аденома и рак надбубрежне жлезде | Кахексија                                                                                                 |
| Синдром ектопичне производње АЦТХ | Кастрација                                                                                                |
| Употреба анаболичких стероида, фенотиазин деривата, деривата пеницилина, дигиталиса, спиронолактона, кортикотропна, гонадотропина, цефалоспорина, тестостерона | Употреба резерпина, бензодиазепина, дексаметазона, естрогена, оралних контрацептива, глукокортикостероида |

Лекови који могу повећати ниво измерњног 17-кетостероида укључују следеће:
- Антибиотици (нпр  пеницилин, оксацилин)
- Хлорпромазин
- Етинамате
- Мепробамат
- Фенаглицодол
- Налидиксична киселина
- Спиронолактон

Лекови који могу смањити ниво измерњног 17-кетостероида укључују следеће:
- Прогестацијска средства
- Карбамазепин
- Цефалотин
- Пропокипен
- Резерпин
- Глукоза
- Хлордиазепоксид